# Elusa renalis
Elusa renalis är en fjärilsart som beskrevs av Moore 1882. Elusa renalis ingår i släktet Elusa och familjen nattflyn. Inga underarter finns listade i Catalogue of Life.